# リーヴァイ・ケーシー
リーヴァイ・ケーシー（Levi Burnside "Lee" Casey、1904年10月19日 - 1983年4月1日）は、アメリカ合衆国の陸上競技選手である。彼は1928年に開催されたアムステルダムオリンピックの三段跳競技で銀メダルを獲得した。

## 経歴
ケーシーは1926年から3年連続でAAUの競技会で優勝した経験を持ち、アムステルダムオリンピックでも三段跳競技のアメリカ合衆国代表に選出された。
アムステルダムオリンピックでの三段跳競技は、24名の選手が出場して8月2日に予選と決勝が実施された。ケーシーは予選で14メートル93センチの記録を出し、予選3位となって決勝に進んだ。
決勝は予選の上位通過者6人によって争われた。ケーシーは15メートル17センチの記録で日本の織田幹雄に続いて2位となり、銀メダルを獲得した。アメリカ合衆国の選手が三段跳でメダルを獲得したのは、1904年セントルイスオリンピック以来のことであり、その後は1976年モントリオールオリンピックでジェームズ・バッツが銀メダルを獲得するまで、メダル獲得者は現れなかった。
1932年ロサンゼルスオリンピックへ向けたアメリカ国内の最終選考会で3位になったが、代表には選出されなかった。なお、ケーシーはアムステルダムオリンピックで獲得した銀メダルを、当時交際していた女性に渡していた。ケーシーの死後10年以上経ってから、その女性の娘はメダルを返還しようとケーシーの家族を探し始めたという。